# Lord Speaker
Der Lord Speaker ist seit dem Jahr 2006 der Sprecher des britischen Oberhauses.

## Geschichte des Amts
Anders als im House of Commons wählte das House of Lords seinen Sprecher (Speaker) nicht selbst. Stattdessen war von Amts wegen der Lordkanzler der Vorsitzende; als letzter war dies bis zum Jahr 2006 Lord Falconer of Thoroton. Der Lordkanzler war nicht nur der Sprecher des House of Lords, sondern auch ein Mitglied des Kabinetts. Sein Ressort nannte sich Abteilung für Verfassungsangelegenheiten. Zusätzlich war der Lordkanzler das Oberhaupt der Justiz von England und Wales und der Präsident des Obersten Gerichtshofs von England und Wales. Damit war der Lordkanzler ein Teil aller drei staatlichen Gewalten: der Legislative, der Exekutive sowie der Judikative.

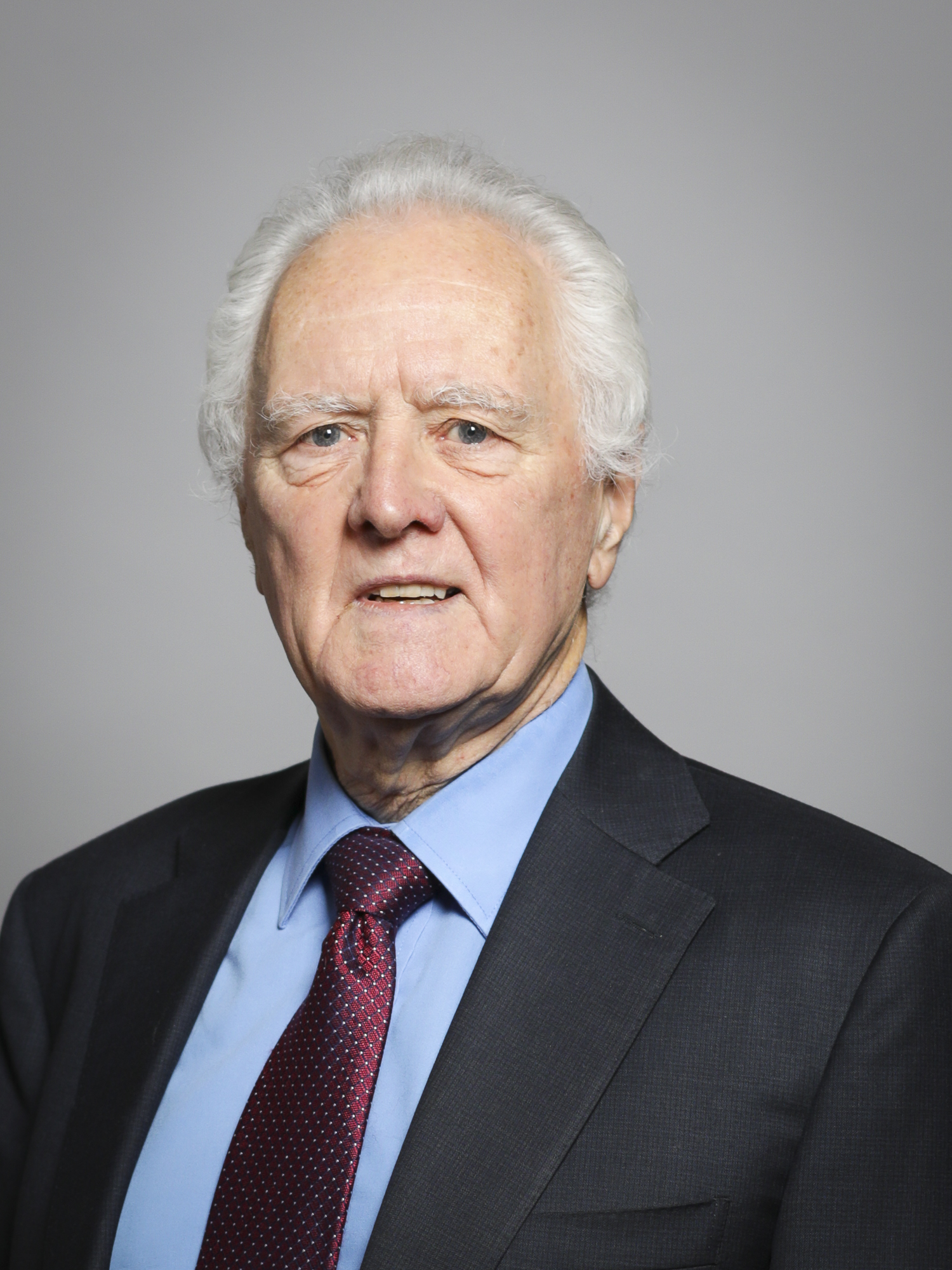
Lord McFall of Alcluith, amtierender Lord Speaker seit 1. Mai 2021

Im Juni 2003 erklärte die Regierung Blair ihre Absicht, das Amt des Lordkanzlers abzuschaffen, da in dessen Amt die verschiedenen Gewalten vermischt werden. Die Abschaffung wurde jedoch im House of Lords abgelehnt. Die im Jahr 2005 verabschiedete Verfassungsreformakte erhält das Amt des Lordkanzlers, wenn auch mit abgeänderten Aufgaben. Die Akte garantiert dem Amtsinhaber nicht länger, dass er der Vorsitzende des House of Lords ist. Stattdessen dürfen die Lords ihren eigenen Parlamentssprecher wählen. Erster Lord Speaker war Helene Hayman, Baroness Hayman.

## Amtstätigkeit
Wenn der Lord Speaker dem House of Lords vorsitzt, trägt er eine zeremonielle schwarz-goldene Robe. Er oder sein Stellvertreter sitzt dabei auf dem Woolsack. Dies ist ein großer roter Sack, der mit Wolle ausgestopft ist und sich am Kopfende der Kammer der Lords befindet. Der Vorsitzende des House of Lords hat im Gegensatz zum Unterhaussprecher nur wenige Befugnisse. Er tritt als Verkündigungsorgan des Willens des House of Lords auf. So gibt er zum Beispiel die Ergebnisse von Abstimmungen bekannt. Er darf aber nicht bestimmen, welche Lords das Rederecht bekommen oder einzelne Mitglieder zur Ordnung rufen, wenn diese gegen die Regeln des Oberhauses verstoßen. Diese Maßnahmen können nur vom House of Lords selbst ergriffen werden. Anders als die politisch zur Neutralität verpflichteten Unterhaussprecher ist es dem Lord Speaker und seinen Stellvertretern erlaubt, für ihre jeweiligen Parteien das Wort zu ergreifen.
Die Amtszeit des Lord Speaker beträgt fünf Jahre und beginnt am 1. September des Wahljahres. Ein Lord Speaker darf maximal zwei Amtsperioden absolvieren.

## Liste der Amtsträger

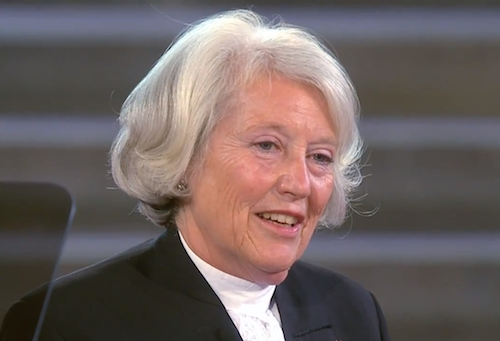
Baroness Hayman, erste Amtsträgerin (2009)

| Name                                  | Jahr des Amtsantritts | Partei             |
| ------------------------------------- | --------------------- | ------------------ |
| Helene Hayman, Baroness Hayman        | 2006                  | Labour Party       |
| Frances D’Souza, Baroness D’Souza     | 2011                  | parteilos          |
| Norman Fowler, Baron Fowler           | 2016                  | Conservative Party |
| John McFall, Baron McFall of Alcluith | 2021                  | parteilos          |